# Хаким из Мерва, красильщик в маске (мультфильм)
«Хаким из Мерва, красильщик в маске»— российский мультипликационный фильм по одноимённому рассказу Хорхе Луиса Борхеса, долгое время считавшийся утерянным.

## История поисков
Начиная с 2007 года на различных российских форумах посвящённых кино, анимации и мультипликации пользователи стали разыскивать мультипликационный фильм, который показывался на российском телевидении в 90-е годы. Не было известно ни точное название мультфильма, ни студия и время его создания. Пользователи лишь приводили запомнившиеся им моменты в сюжете, характеризуя его как «лаконичный и очень страшный». Мультфильм с подходящим сюжетом отсутствовал в базах советских и российских мультфильмов. Учитывая «восточный» сюжет мультфильма, было сделано предположение что он снимался на киностудии одной из среднеазиатских республик СССР и из-за событий связанных с распадом СССР, не был выпущен официально. Позднее один из пользователей вспомнил, что мультфильм демонстрировался в телепрограмме «Политбюро» Александра Политковского. Это позволило уточнить информацию про создателей мультфильма, обнаружив резюме Ольги Логиновой
Неуловимый мультфильм.
Нашёл резюме женщины, у которой значилось «Художник-аниматор проекта „Политбюро“, художник-аниматор и художник по фонам в авторских фильмах М. Дейнего „Хаким из Мерва, красильщик в маске“»
imhonet.ru/person/124736/role/18/ но это всё что нашлось по М. Дейнего в сети.
Автором мультфильма согласно этой информации, оказалась Мария Юрьевна Дейнего Мультфильм примерно датируется с 1992 по 1995 годы, период когда выходила программа «Политбюро».
8 февраля 2018 года мультфильм появился на YouTube канале «Школа Телевидения Александра Политковского» https://www.youtube.com/watch?v=xWPfTBgxWeY

## Сюжет мультфильма
Сюжет основан на одноимённом рассказе Хорхе Луиса Борхеса, повествующего об историческом событии VIII века, антиарабском восстании в Средней Азии под предводительством Муканны.

## Съёмочная группа
| автор               | Маша Дейнего           |
| ------------------- | ---------------------- |
| художники-аниматоры | Ольга Логинова         |
|                     | Андрей Рубецкой        |
|                     |                        |
|                     | Леонид Старков         |
| режиссёр            | Екатерина Образцова    |
| композитор          | Александр Александров  |
| камера              | Валентин Головачев     |
| съемка              | Миша Беляев            |
| звук                | Александр Нехорошев    |
| директор            | Елена Николаева        |
| продюсер            | Александр Политковской |